# Stawki podatkowe w Europie
Stawki podatkowe w Europie – lista maksymalnych stawek podatkowych w Europie dla różnych przedziałów dochodów. Porównanie koncentruje się na trzech rodzajów podatków: korporacyjnych (CIT) i osobistych (PIT) oraz podatku od wartości dodanej (VAT). Podane wielkości nie oznaczają rzeczywistego obciążenia podatkowego w wymienionym kraju.

## Tabela stawek
Podana stawka podatku dochodowego jest, o ile nie zaznaczono inaczej, górną stawką podatku: większość państw ma niższe stawki podatkowe dla niskich poziomów dochodów. Niektóre kraje mają również niższe stawki podatku od osób prawnych dla mniejszych firm. W 1980 roku, najwyższe stawki w większości państw europejskich były powyżej 60%. Dziś większość państw europejskich ma stawki poniżej 50%.
| Kraj                 | Podatek dochodowy od osób prawnych                                                                                             | Maksymalna stawka podatku dochodowego od osób fizycznych | Standardowa stawka VAT |
| -------------------- | --- | --- | --- |
| Albania              | 10% | 10% | 20% |
| Austria              | 25% | 55% | 20% |
| Białoruś             | 18% | 15% | 20% |
| Belgia               | 33,99% | 50% | 21% |
| Bośnia i Hercegowina | 10% | 0% (+ 0–15% od siedziby) | 17% |
| Bułgaria             | 10% | 10% | 20% |
| Chorwacja            | 20% | 40% | 25% |
| Cypr                 | 10% | 35% | 18% (stawki obniżone 8% i 5%) |
| Czarnogóra           | 9% | 9% | 17% |
| Czechy               | 19% | 22% | 21% |
| Dania                | 22% | 51,7% (w tym 8% ubezpieczenie społeczne płacone przez zatrudnionego, z wyłączeniem 0,42–1,48% podatku kościelnego nałożonego na członków narodowego Kościoła Danii) | 25% (obniżona stawka 0% przewóz pasażerów i gazety wydawane co najmniej raz w miesiącu) |
| Estonia              | 21% | 20% | 20% |
| Finlandia            | 20% | 48% (w tym podatek państwowy i gminny) | 24% (obniżona stawka 14% dla sklepów spożywczych i restauracji) |
| Francja              | 33,33% (15% dla „małych” biznesów)                                                                                             | 45% (+4% dla dochodów rocznych powyżej EUR 500 tys.) | 20% (obniżona stawka 10%, 5,5%, 2,1% i 0% w szczególnych przypadkach: niektóre produkty żywnościowe, transport, kultura itp.) |
| Gruzja               | 15% | 20% | 18% |
| Grecja               | 25% | 50% (w tym podatek solidarnościowy 8%) | 23% |
| Islandia             | 18% | 46,28% | 25,5% |
| Irlandia             | 12,50% | 40% | 23% |
| Hiszpania            | 30% (28% Kraj Basków i Nawarra, 4% przedsiębiorstwa w SSE na Wyspach Kanaryjskich)                                             | 47% | 21% (obniżone stawki 10% i 4%) |
| Holandia             | 20% lub 25% (zysk powyżej €200 tys.)                                                                                           | 52% | 21% (obniżona stawka 6% i 0% dla niektórych produktów I usług) |
| Liechtenstein        | 12,5% (2,5% na prawa autorskie I tantiemy)                                                                                     | 17,89% (11,6% ubezpieczenie społeczne jest dzielone między zatrudniającym I pracownikiem) dochód 100000 USD daje stawkę 7,6%. 0% podatku na zyski kapitałowe. | 8% |
| Litwa                | 15% | 15% | 21% |
| Luksemburg           | - 28,59% (działalność komercyjna) - 5,718% (dochody z praw autorskich, tantiem) - 0% (dywidendy i zyski kapitałowe)            | 40% | 17%(obniżone stawki 14%, 8%, 3% i 0%) |
| Łotwa                | 15% | 23% | 21% (obniżone stawki 12% i 0%) |
| Macedonia Północna   | 10% | 10% | 18% |
| Malta                | 35% | 35% | 18% |
| Mołdawia             | 12% | 12% | 20% (obniżone stawki 8% i 0%) |
| Niemcy               | 30,175–33,325% (15,825% federalny + 14,35–17,5% lokalny)                                                                       | 45% (+ podatek solidarnościowy w wysokości 5,5% kwoty podatku) | 19% (obniżona stawka 7% stosowana m.in. do sprzedaży niektórych produktów żywnościowych, książek i magazynów, kwiatów i transportu)                                                                                                |
| Norwegia             | 22% | 55,5% | 25% (obniżona stawka 15% dla sklepów spożywczych i 12% dla transportu osobowego i kultury – telewizja, radio, kino) |
| Polska               | 19% (9% dla tzw. małych podatników, których przychód ze sprzedaży nie przekroczył równowartości 2 mln euro od 1 stycznia 2019) | 19% – podatek liniowy, 12% do 120000 zł oraz 32% nadwyżki powyżej 120000 zł – skala podatkowa, ryczałt od przychodów ewidencjonowanych – różne stawki w zależności od rodzaju wykonywanej działalności gospodarczej, (+ podatek solidarnościowy w wysokości 4% dla dochodu powyżej 1 mln zł) | 23% (obniżone stawki 5% i 8%) |
| Portugalia           | 12,5–27,5% (średnia stawka: 15%)                                                                                               | 56,5% (dodatkowe 11% na ubezpieczenie społeczne ponoszone przez pracownika + 23.75% przez zatrudniającego) | 23% (obniżone stawki 13% i 6%) |
| Rosja                | 6–20% (podstawowa stawka – 20%, przy specjalnym reżimie podatkowym – 6% lub 15%)                                               | 15% (przy dochodach poniżej 5 mln rubli – 13%) | 20% (obniżone stawki 10% i 0%) |
| Rumunia              | 16% – stawka podstawowa Mikroprzedsiębiorcy: - 1% (roczny dochód do 60 tys. euro) - 3% (roczny dochód do 500 tys. euro)        | 10% | 19% (obniżone stawki 5% i 9%) |
| Serbia               | 15% | 10–52% (podatek od zysków kapitałowych 15%, standardowa stawka podatku od dochodu 10%, dodatkowe daniny przez zatrudnionego: 13% państwowy fundusz emerytalny, 6,5% państwowy fundusz zdrowotny, 0,5% fundusz bezrobocia; dodatkowe daniny przez zatrudniającego: 11% państwowy fundusz emerytalny, 6,5% państwowy fundusz zdrowotny, 0,5% fundusz bezrobocia; ustanowiony maksymalny poziom danin (zmienny co miesiąc); dodatkowy podatek dla wyższych pensji (powyżej 3 średnich pensji – dodatkowe 10%, powyżej 6 średnich pensji – dodatkowe 15%)), | 20% |
| Słowacja             | 23% | 19% (dodatkowe daniny: 4% ubezpieczenie zdrowotne przez zatrudnionego + 10% ubezpieczenie zdrowotne przez zatrudniającego, 9,4% ubezpieczenie społeczne przez zatrudnionego + 19,4% ubezpieczenie społeczne przez zatrudniającego) | 20% (10% obniżona stawka) |
| Słowenia             | 15% | 50% | 22% (obniżona stawka 9,5%) – od 1 lipca 2013 |
| Szwajcaria           | 25% | 45,5% | 8% |
| Szwecja              | 22% | 57% (w tym podatek państwowy i gminny) | 25% (obniżone stawki 12% i 6%) |
| Turcja               | 20% | 35% | 18%, 8%, 1% i 0% |
| Ukraina              | 18% | 25% | 20% |
| Węgry                | 10–19% | 15% (dodatkowe daniny: 10% ubezpieczenie społeczne przez zatrudnionego + 24% ubezpieczenie społeczne przez zatrudniającego i ubezpieczenie zdrowotne 7% przez zatrudniającego) | 27% |
| Wielka Brytania      | 20% | - 45% dla dochodów powyżej £150 tys. - 40% dla dochodów £50271–150 tys. - 20% dla dochodów £12570-50271 - + składki ubezpieczeniowe na różnym poziomie: 2% i 13,8% | 20% (obniżona stawka 5% dla energii w gospodarstwie domowym i remontów, 0% dla artykułów pierwszej potrzeby – sklepy spożywcze, woda, leki na receptę, sprzęt medyczny, transport zbiorowy, ubrania dziecięce, książki i magazyny) |
| Włochy               | 31,4% | 43% (+ podatek regionalny, komunalny i solidarnościowy w zależności od dochodu) | 22% |
| Kraj                 | Podatek dochodowy od osób prawnych                                                                                             | Maksymalna stawka podatku dochodowego od osób fizycznych | Standardowa stawka VAT |